# 日本福音ルーテル教会

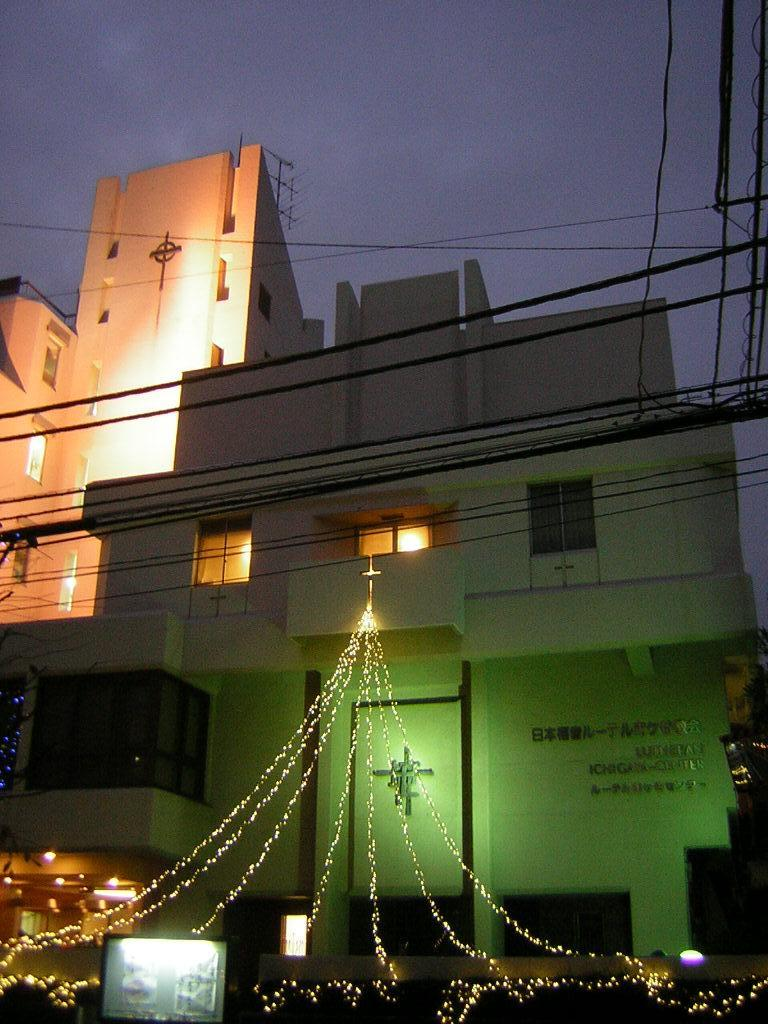
教会本部事務局が置かれる日本福音ルーテル市ケ谷教会

宗教法人日本福音ルーテル教会（しゅうきょうほうじんにほんふくいんルーテルきょうかい、Japan Evangelical Lutheran Church、JELC）は、日本に複数あるキリスト教（ルター派）の文部科学省所轄包括宗教法人の一つ。

## 沿革
1888年（明治21年）に外国伝道局を創設し、日本伝道を計画していたアメリカ合衆国の南部一致ルーテル教会は、1892年（明治25年）2月にジェームス・シェーラーを宣教師として日本に派遣した。シェーラーは東京築地12番地に住み、山内量平（植村正久の義弟）に日本語を学んだ。1892年（明治25年）11月にラファス・ピーリーが同じく宣教師として来日し、シェーラーと共に山内や山内の妻・幹枝から日本語を学んだ。
南部一致教会伝道局の意向もあり地方伝道のために九州地方を選んだシェーラーは佐賀中学校の英語教師として赴任する。松原町に借りた家屋を仮会堂として佐賀十字教会と名づける。
1893年（明治26年）の復活祭にあたる4月2日、ピーリー、シェーラー、山内量平の三名により仮会堂で最初の礼拝を行う。この日をもって日本福音ルーテル教会の宣教開始であるとされている。この年から1902年（明治35年）までが日本福音ルーテル教会の日本伝道開拓の時代とされる。
1909年（明治42年）9月、熊本県飽託郡大江村に神学校「熊本路帖神学校」を開設した。1911年（明治44年）には九州学院神学部へ改組され、1921年（大正10年）に東京へ移転し「日本ルーテル神学専門学校」となる。
1940年（昭和15年）に「福音ルーテル教会」と合同する。日本国内が戦時体制へ移行したため、1941年（昭和16年）には日本基督教団第五部へ編入し、終戦後の1947年（昭和22年）に旧「日本福音ルーテル教会」のみが離脱する。
1953年（昭和28年）に「福音ルーテル教会」と再合同し、宗教法人格を取得した。
1963年（昭和38年）5月3日に旧来の日本福音ルーテル教会と東海福音ルーテル教会の合同総会が救世軍エバンゼリン・ホールで開催され、現在の日本福音ルーテル教会が組織される。
1970年（昭和45年）に教会初の女性教職者の按手礼が行われ、以後も複数の女性教職者が各地の教会へ派遣される。
1993年（平成5年）に宣教百年記念大会が熊本で開催される。
1964年（昭和39年）に第二バチカン公会議で採択された「エキュメニズムに関する教令」の50周年を記念し、2014年（平成26年）11月30日にカトリック・聖公会とともに東京カテドラル聖マリア大聖堂で合同礼拝を行う。2017年（平成29年）11月23日には宗教改革500年を記念して、長崎市の浦上天主堂でカトリックとの合同礼拝を行ったなど、エキュメニズムの推進も努める。

## 信条
教会憲法において以下の信条を聖書の教理に一致するものとして定めている。
- 使徒信条
- ニカイア・コンスタンティノポリス信条
- アタナシウス信条
- アウクスブルク信仰告白及びその弁証論
- シュマルカルド信条及び和協信条
- ルター『小教理問答書』及び『大教理問答書』

## 教区と教会

### 教区概要
4の教区と1の特別教区が置かれ、それぞれの1つの教会が教区事務局の役割を担っている。
| 教区名         | 教区事務局                   | 教会数 | 管轄都道府県 ()内は教会数                                                              |
| -------------- | ---------------------------- | ------ | -------------------------------------------------------------------------------------- |
| 北海道特別教区 | 札幌教会（札幌市）           | 4      | 北海道(4)                                                                              |
| 東教区         | 市ヶ谷教会（新宿区）         | 37     | 宮城県(2)、千葉県(4)、東京都(20)、神奈川県(6)、山梨県(1)、長野県(4)                    |
| 東海教区       | 名古屋めぐみ教会（名古屋市） | 21     | 静岡県(10)、愛知県(9)、岐阜県(2)                                                       |
| 西教区         | 広島教会（広島市）           | 21     | 京都府(3)、大阪府(3)、兵庫県(3)、岡山県(1)、広島県(4)、香川県(1)、愛媛県(1)、山口県(5) |
| 九州教区       | 博多教会（福岡市）           | 34     | 福岡県(13)、佐賀県(3)、長崎県(1)、熊本県(12)、大分県(3)、宮崎県(1)、鹿児島県(2)        |

### 主な教会堂

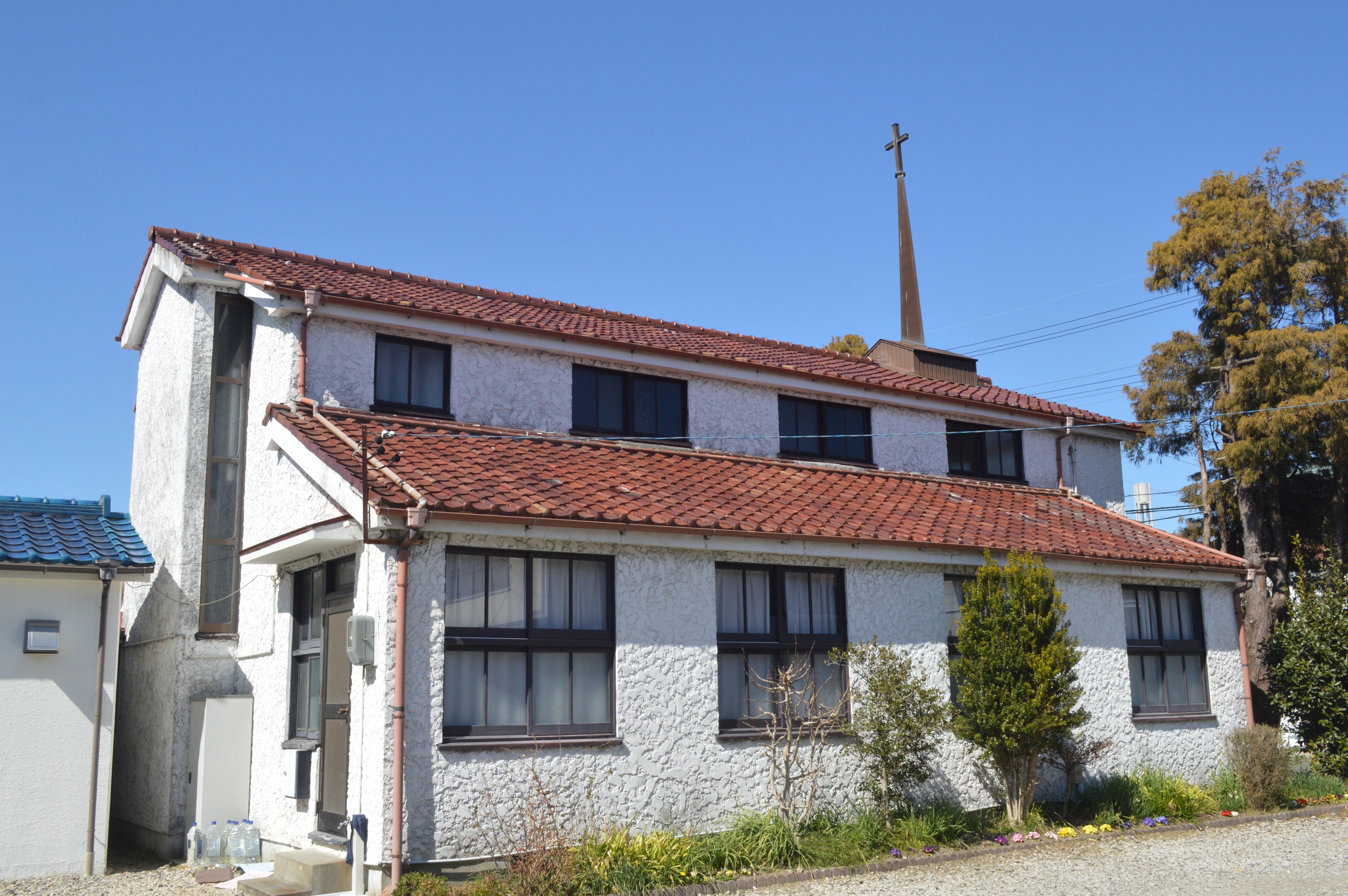
岡崎教会礼拝堂

主に国の登録有形文化財に登録されているものを挙げる。
- 久留米教会 礼拝堂及び煉瓦塀（久留米市） - ヴォーリズによる設計[8]
- 熊本教会礼拝堂（熊本市） - ヴォーリズによる設計[9]
- 市川教会礼拝堂（市川市） - ヴォーリズによる設計[10]
- 小城教会礼拝堂（小城市） - ヴォーリズ建築事務所による設計[11]
- 復活教会礼拝堂（名古屋市） - ヴォーリズ建築事務所による設計[12]
- 岡崎教会礼拝堂（岡崎市） - ヴォーリズ建築事務所による設計[13]

## 関連事業

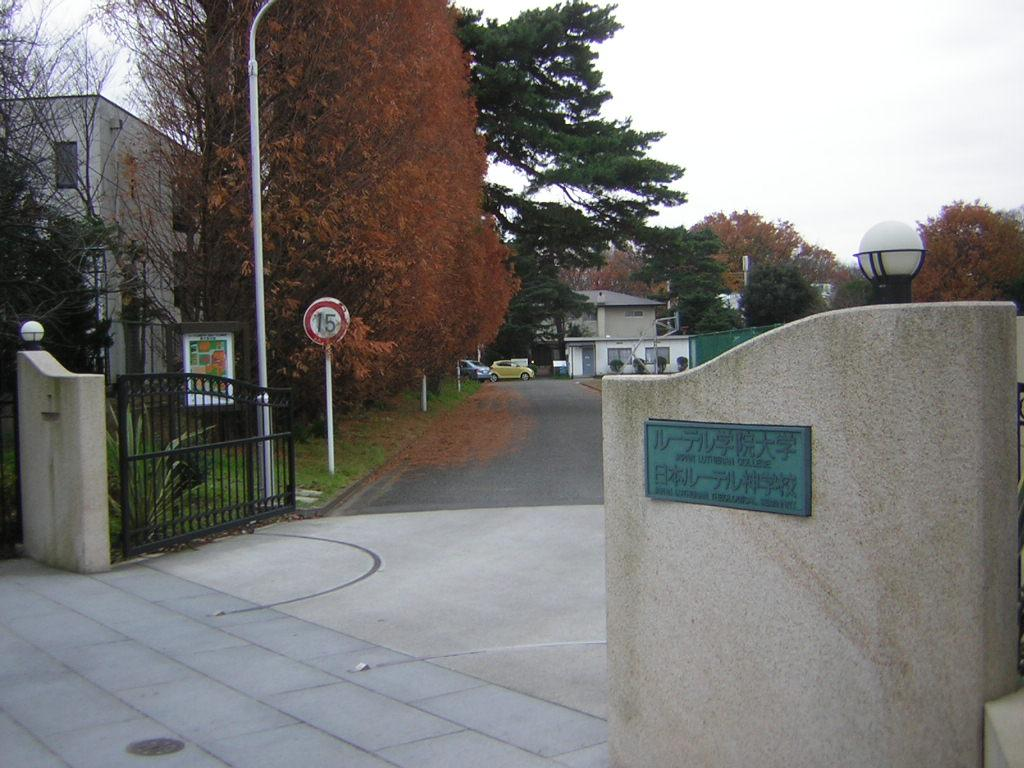
ルーテル学院大学

### 学校
- ルーテル学院大学（三鷹市） - 日本ルーテル教団と共同運営
- 日本ルーテル神学校（三鷹市） - 日本ルーテル教団と共同運営の各種学校
- 九州ルーテル学院大学（熊本市）
- ルーテル学院中学校・高等学校（熊本市）
- 九州学院中学校・高等学校（熊本市）

### 幼稚園・保育園
全国各地に幼稚園が27ヶ所、保育園が20ヵ所。

### 社会福祉事業
「デンマーク牧場福祉会」（静岡県袋井市）や「釜ヶ崎ディアコニア喜望の家」（大阪市西成区）、「慈愛園」（熊本市）など全国に12法人。

### 収益事業
- ルーテル市ヶ谷センター（新宿区、宿泊施設・貸会議室・貸ホール）[16]
- ホテル・ザ・ルーテル（大阪市、宿泊施設）[17]
- 女子学生会館文京カテリーナ（文京区、女子学生寮）[18]
- ルーテル平和大通りビル（広島市、賃貸オフィス）[19]

### 公益事業
関連団体である一般財団法人JELA（旧「日本福音ルーテル社団」）が難民支援や奉仕者育成等の事業を展開している。

## 著名な牧師・宣教師
- ジェームス・シェーラー
- ラファス・ピーリー
- モード・パウラス
- 山内量平
- 山内直丸
- 川瀬徳太郎
- 石松量蔵
- 徳善義和
- 乾一郎
- 青山四郎
- 森勉 (牧師)